# Soeiro Mouro
Soeiro Mouro foi um rico-homem e cavaleiro medieval do Reino de Portugal.

## Relações familiares
Casou com Elvira Nunes das Astúrias de quem teve:
1. Teresa Soares de Paiva (1195 -?) casada com Pedro Martins Alcoforado (1195 -?), senhor da Torre de Alcoforado e filho de Martim Pires de Aguiar.